# Ailén Armada
Ailén Armada (* 3. Oktober 1998 in Dolores) ist eine argentinische Leichtathletin, die im Kugelstoßen und Diskuswurf an den Start geht.

## Sportliche Laufbahn
Erste Erfahrungen bei internationalen Wettkämpfen sammelte Ailén Armada 2014 bei den Jugendsüdamerikameisterschaften in Cali, bei denen sie mit 42,60 m die Goldmedaille im Diskuswurf gewann und im Kugelstoßen mit 13,61 m den sechsten Platz belegte. Im Jahr darauf erreichte sie bei den Jugendweltmeisterschaften ebendort mit 48,67 m ebenfalls Rang sechs mit dem Diskus, wie auch bei den U20-Weltmeisterschaften 2016 in Bydgoszcz mit 52,53 m. Anschließend gewann sie bei den U23-Südamerikameisterschaften in Lima mit 51,24 m die Silbermedaille im Diskusbewerb und wurde im Kugelstoßen mit 14,14 m Vierte. 2017 siegte sie bei den U20-Südamerikameisterschaften in Leonora mit 14,34 m und 47,43 m in beiden Bewerben, ehe sie bei den Südamerikameisterschaften in Luque mit 13,79 m auf Rang sechs mit der Kugel kam und mit 53,60 m Rang fünf mit dem Diskus belegte. Anschließend wurde sie bei den Panamerikanischen Juniorenmeisterschaften in Trujillo mit 50,34 m Fünfte im Diskuswurf und belegte im Kugelstoßen mit 13,76 m den siebten Platz. Zudem nahm sie mit dem Diskus erstmals an der Sommer-Universiade in Taipeh teil und schied dort mit 49,54 m in der Qualifikation aus. 2018 gewann sie bei den Südamerikaspielen in Cochabamba mit 48,77 m die Bronzemedaille im Diskuswurf hinter den beiden Brasilianerinnen Andressa de Morais und Fernanda Martins. Anschließend siegte sie bei den U23-Südamerikameisterschaften in Cuenca mit 54,40 m im Diskusbewerb und gewann im Kugelstoßen mit 15,58 m die Silbermedaille. 
2019 gewann sie bei den Südamerikameisterschaften in Lima mit 56,55 m die Bronzemedaille, erneut hinter den beiden Brasilianerinnen de Morais und Martins und wurde anschließend bei den Studentenweltspielen in Neapel mit 54,61 m Siebte. Im August klassierte sie sich bei den Panamerikanischen Spielen in Lima mit 51,30 m auf dem elften Platz. 2021 erreichte sie bei den Südamerikameisterschaften in Guayaquil mit 54,67 m Rang fünf im Diskuswurf und brachte mit der Kugel keinen gültigen Versuch zustande. Im Jahr darauf belegte sie bei den Südamerikaspielen in Asunción mit 54,08 m den fünften Platz im Diskusbewerb. 2023 belegte sie bei den Südamerikameisterschaften in São Paulo mit 53,17 m den fünften Platz und wurde dann im Oktober bei den Panamerikanischen Spielen in Santiago de Chile mit 55,73 m Siebte. Im Jahr darauf gelangte sie bei den Ibero-Amerikanischen Meisterschaften in Cuiabá mit 53,90 m auf Rang sieben und 2025 belegte sie bei den Südamerikameisterschaften in Mar del Plata mit 15,31 m den fünften Platz im Kugelstoßen und gelangte im Diskusbewerb mit 50,66 m auf Rang sechs.
In den Jahren von 2018 bis 2025 wurde Ailén argentinische Meisterin im Kugelstoßen und im Diskuswurf.

## Persönliche Bestleistungen
- Kugelstoßen: 15,67 m, 21. November 2020 in Concordia
- Diskuswurf: 58,51 m, 11. April 2021 in Concepción del Uruguay